# Akutni koronarni sindrom
Akutni koronarni sindrom je sindrom (skupek znakov in simptomov), ki zmanjša krvni obtok v koronarnih arterijah, tako del srčne mišice ni zmožen pravilno delovati ali pa mišica odmre. Najpogostejši simptom je močna prsna bolečina, ki se širi v levo ramo ali čeljust, v povezavi s slabostjo in potenjem. Akutni koronarni sindrom je običajno povzročen od enega izmed treh problemov:  miokardni infarkt z dvigom ST veznice (STEMI, 30 %), miokardni infarkt brez dviga ST veznice (NSTEMI, 25 %) in nestabilna angina pektoris (38 %).
Trije tipi so dobili ime po pregledu elektrokardiograma (EKG), kot so miokardni infarkt brez dviga ST veznice in miokardni infarkt z dvigom ST veznice. Tukaj bi lahko bilo nekaj odstopanj glede tega, katere oblike miokardnega infarkta (MI) so razvrščene pod akutni koronarni sindrom.
AKS se razlikuje od stabilne angine pektoris, ki se pojavi med naporom in poneha med počitkom. Nestabilna angina pektoris se v primerjavi s stabilno angino pektoris pojavi nenadoma, največkrat v mirovanju ali pa z minimalnim naporom.
Čeprav je AKS povzročen zaradi koronarne tromboze, je lahko povezan tudi z jemanjem kokaina. Srčno prsna bolečina se lahko pojavi tudi zaradi anemije, bradikardije (prepočasno bitje srca) ali tahikardije (prehitro bitje srca).